# Najwyższy Sąd Administracyjny (Czechy)
Najwyższy Sąd Administracyjny Czech (cz. Nejvyšší správní soud České republiky, NSS) – organ państwowy, który sprawuje kontrolę nad pracą sądów administracyjnych Czech. Siedziba Sądu znajduje się w Brnie. Obecnie Prezesem Najwyższego Sądu Administracyjnego jest Josef Baxa.

## Kompetencje i działalność
Najwyższy Sąd Administracyjny został powołany do:
- rozpatrywania kasacji od decyzji okręgowych sądów administracyjnych (kasacje mogą dotyczyć unieważnienia w całości lub w części decyzji okręgowych sądów administracyjnych)
- rozpatrywania w pierwszej instancji spraw dotyczących wyborów; rozpadu, wznowienia i zawieszenia działalności partii i ruchów politycznych oraz rozpatrywania sporów kompetycyjnych
- orzekania w sprawach dyscyplinarnych sędziów, prokuratorów i pracowników sądowych[4].

Najwyższy Sąd Administracyjny wydaje Zbiór Orzeczeń Najwyższego Sądu Administracyjnego (cz. Sbírka rozhodnutí Nejvyššího správního soudu), dzięki czemu zapewnia jednolitość orzecznictwa okręgowych sądów administracyjnych.
Najwyższy Sąd Administracyjny jest członkiem Stowarzyszenia Rad Stanu Naczelnych Sądów Administracyjnych Unii Europejskiej (ACA Europe) i Międzynarodowego Stowarzyszenia Najwyższych Sądów Administracyjnych (IASAJ).

## Historia

### 1867-1918
Austro-węgierska konstytucja grudniowa na mocy artykułu 15. Podstawowych Praw Państwowych ustanowiła austro-węgierski Najwyższy Sąd Administracyjny w Wiedniu i stała się podstawą do rozwoju sądownictwa administracyjnego w czeskich regionach imperium. Najwyższy Sąd Administracyjny specjalizował się w rozpatrywaniu spraw pochodzących z terenów Przedlitawia i regionów austriackich. System sprawiedliwości miał być postrzegany jako skoncentrowany i wyspecjalizowany organ kontroli sądowej. Nadzór sądów administracyjnych nad ostatnią częścią cesarstwa, czyli Zalitawią, został objęty w późniejszym okresie. Ważną zasadą, jaką wprowadzono podczas ustanawiania Najwyższego Sądu Administracyjnego, którą później przejął Sąd Konstytucyjny Czechosłowacji w 1920 oraz Najwyższy Sąd Administracyjny w 1993, było orzekanie tylko w sprawach dotyczących administracji publicznej. Pozostałe kwestie miały być rozpatrywane przez sądy cywilne.
Sąd rozpoczął swoją pracę 10 lat później, po ogłoszeniu jego powstania dzięki wprowadzeniu ustawy nr 36/ex 1876 o Najwyższym Sądzie Administracyjnym (znanej jako Ustawa październikowa) 22 października 1985. Baron Stählin, pierwszy Prezes NSA, przewodniczył pierwszej rozprawie, która odbyła się w lipcu 1876, a Karl von Lemayer, autor Ustawy październikowej i pracownik ministerstwa Kultury i Edukacji, zasiadł w jednej z izb NSA jako jej przewodniczący.
Ustawa październikowa została napisana w bardzo zwięzły sposób i widoczne są w niej inspiracje południowoniemieckim modelem zarządzania wymiarem sprawiedliwości. Autor ustawy nie dążył do tego, aby każdy najmniejszy szczegół postępowania w sprawach administracyjnych został uregulowany, co znacząco różni tę ustawę od współczesnych dokumentów regulujących wymiar sprawiedliwości. Ustawa pozostawiała sędziom dużą elastyczność w orzekaniu wyroków. Po rozpadzie Austro-Węgier, ustawa stała się podstawowym dokumentem regulującym orzecznictwo w sprawach administracyjnych w Czechach i Austrii. Ustawa została zniesiona dopiero w 1948, kiedy czescy komuniści przejęli władze w państwie.

### 1918-1945
Państwo czechosłowackie przyjęło Ustawę nr 3/1918 Sb. o Najwyższym Sądzie Administracyjnym i sporach kompetencyjnych jako jedną z pierwszych ustaw, a następnie z niewielkimi zmianami Ferdinanda Pantůčka, czyli tzw. cięciami Pantůčka, przyjęło Ustawę październikową. Ustawa o Najwyższym Sądzie Administracyjnym miała moc prawną do 1952. Pierwszym Prezesem NSA został Ferdinand Pantůček, a Drugim Prezesem NSA mianowano Emila Háchę. Po pewnym czasie Pantůčkowi zagrożono dymisją, a rząd postanowił mianować Háchę na Wiceprezesa NSA. Dopiero śmierć Pantůčka, spowodowała nominację Háchy na Prezesa NSA. Funkcję pełnił do 1938, kiedy został prezydentem Drugiej Republiki Czechosłowackiej.
Sądownictwo administracyjne Czechosłowacji miało być wzorowane na sądownictwie austriackim, jednak Pantůčka i Hácha mieli inne poglądy na ten temat. Według Konstytucji sądownictwo czechosłowackie miało przypominać funkcjonowaniem pruskie sądownictwo. Zgodnie z ich pomysłem w skład sądownictwa administracyjnego oprócz NSA miały wchodzić powiatowe i okręgowe sądy niższej instancji, a każdy z nich miał składać się z urzędników i ławników, którzy byliby wybierani przez regionalne komitety. NSA w takiej sytuacji byłby powołany do orzekania jako sąd ostatniej instancji, który sprawdza legalność danych ustaw. W celu wprowadzenia powyższego rozwiązania wraz z Konstytucją z 1920 wprowadzono Ustawę nr 156/1920 Sb. o Najwyższym Sądzie Administracyjnym i powiatowych oraz okręgowych sądach administracyjnych, która jednak nigdy nie weszła w życie z powodu politycznych nieporozumień. Niewprowadzenie ustawy negatywnie odbiło się na pracy NSA. Coraz większa liczba spraw do rozpatrzenia spowodowała, że wzrost liczby sędziów i poprawki wprowadzone do ustawy z 1918 nie polepszyły sytuacji.
W czasie istnienia Pierwszej Republiki Czechosłowacji NSA funkcjonował bardzo podobnie do wielu najwyższych sądów administracyjnych Europy. Wśród wydawanych prawnych raportów sądu znalazł się poważany raport Josefa V. Bohuslava, zwany jako „Raporty prawne Bohuslava”. Raporty podzielono na część administracyjną i finansową. W latach 1918–1948 wiele postanowień NSA znalazło się w nich, z czego 1/6 ma znaczenie do dzisiaj.
Okres istnienia Protektoratu Czech i Moraw był negatywnym okresem w czechosłowackim sądownictwie, gdyż wiele przepisów interpretowano w sposób antysemicki. Ze względu na małą siłę sprawczą sądów oraz brak powiązania pomiędzy nimi NSA mógł naprawić wiele błędów, z jakimi borykał się w okresie przedwojennym. Zmiany personalne oraz naprawa błędów w funkcjonowaniu znacznie ułatwiły mu rozpoczęcie pracy w okresie powojennym.

### 1945-1952
W 1945 Sąd nie mógł do końca powrócić do przedwojennej jurysdykcji z dwóch powodów: nieustannego braku pracowników oraz działalności słowackiego Najwyższego Sądu Administracyjnego, który powstał w Bratysławie, kiedy Słowacja była osobnym państwem w czasie II wojny światowej. Podział kompetencji był trudny do określenia, a połączenie obu sądów i przeniesienie ich do Bratysławy (na podstawie Ustawy nr 166/1949 Sb.) było początkiem zawieszenia działalności Sądu, którego komuniści dokonali w 1949.
Sąd administracyjny został opisany w art. 137 konstytucji z 1948, jednak w lutym 1948 wyszło na jaw, że władza nie będzie przestrzegała sądowniczej kontroli organów administracyjnych oraz praw i wolności obywateli. Usuwanie niepożądanych osób w czeskim wymiarze sprawiedliwości przez władze komunistyczne spowodowało unieruchomienie pracy Sądu. Praca zjednoczonego Sądu w Bratysławie miała trwać do 1952, jednak obecnie brakuje jakiegokolwiek orzecznictwa z tamtego okresu. Ustawa Konstytucyjna nr 64/1952 Sb. o sądach i Prokuraturze Generalnej całkowicie zakończyła działalność NSA. Informacja z Konstytucji została usunięta. Dodatkowa Ustawa nr 65/1952 Sb. wprowadziła kolejną zmianę w art. 18 ustawy 64/1952 Sb., co w praktyce oznaczało zakończenie pracy sądów administracyjnych niższej instancji. Jedynym elementem wymiaru sprawiedliwości, jaki został zachowany były sądy orzekające w sprawie ubezpieczeń społecznych (na podstawie Ustawy nr 221/1924 Sb. o ubezpieczeniach pracowniczych w przypadku choroby, niepełnosprawności i starości).

### 1989-2002
Podstawy konstytucyjne do istnienia sądów administracyjnych zawarto w art. 36. Karty Praw Podstawowych i Wolności, co jednak nie spowodowało odrodzenia czeskiego sądownictwa administracyjnego. Podstawą prawną do orzekania w sprawach administracyjnych były art. 244. i 245. piątej części Kodeksu postępowania cywilnego, które zostały powołane Ustawą nr 519/1991 Sb. Kompetencje sądów administracyjnych w okresie 1992-2002 pełniły sądy powszechne i Sądy Najwyższe Czech i Słowacji, a po rozpadzie Czechosłowacji Sądy Naczelne w Pradze i Ołomuńcu. Formalnie NSA został powołany 1 stycznia 1993, kiedy czeska Konstytucja weszła w życie. Artykuł 91. Konstytucji zdefiniował NSA jako drugi naczelny organ władzy sądowniczej obok Sądu Najwyższego. Mimo długoletnich starań NSA został powołany do życia dopiero w 2003.
Lata 1992–2002 były okresem, kiedy sądy borykały się z licznymi problemami, które utrudniały ich pracę. Jednym z wielu alarmujących problemów była niezgodność systemu sprawiedliwości z 6. i 13. artykułem Europejskiej konwencji o ochronie praw człowieka i podstawowych wolności. Działalność sądów obejmowała tylko orzekanie o zgodności decyzji administracyjnych z prawem, co było niekorzystne, gdyż władza sądownicza nie obejmowała ochrony obywateli przed bezczynnością organów administracji publicznej czy niezgodnej z prawem ingerencji organów administracji. Poważną przeszkodą okazał się brak możliwości składania odwołań od decyzji sądów i w konsekwencji poważne różnice w orzecznictwie.
Sąd Konstytucyjny wielokrotnie zwracał uwagę na liczne problemy i błędy, jakie wynikały z działalności sądów w zakresie orzecznictwa administracyjnego i ostatecznie pozbawił mocy prawnej piątą część Kodeksu postępowania cywilnego, jednocześnie dając czas parlamentowi na ustanowienie sądownictwa administracyjnego do 1 stycznia 2003.

### 2003 –
Początkowo personel NSA był bardzo nieliczny. Sędziowie otrzymali propozycję zmiany miejsca pracy z Naczelnych Sądów do Najwyższego Sądu Naczelnego zgodnie z nowo uchwalonym Kodeksem postępowania administracyjnego, jednak tylko 13 z nich przyjęło propozycję rządu (w czasie początkowej działalności NSA wśród personelu nie znajdowali się asystenci sędziów i personel administracyjny). Brno zostało wybrane na siedzibę NSA, co było sprzeczne z propozycją rządu. Sąd został znacznie poszerzony w 2003 do 22 sędziów, 23 asystentów i ponad 40 pracowników administracyjnych. Zwiększanie liczby pracowników zostało zatrzymane przez ograniczoną powierzchnię do zagospodarowania, co jednak został rozwiązano w 2006, kiedy NSA przeniósł się do budynku przy Placu Morawskim w Brnie.

## Organy Najwyższego Sądu Administracyjnego
Do organów Najwyższego Sądu Administracyjnego należą: Prezes Najwyższego Sądu Administracyjnego, Wiceprezes Najwyższego Sądu Administracyjnego, Kancelaria Prezesa Sądu Najwyższego, wydziały Najwyższego Sądu Administracyjnego, izby Najwyższego Sądu Administracyjnego, Zarząd Najwyższego Sądu Administracyjnego, Agenda Tajnych Informacji Najwyższego Sądu Administracyjnego i Urząd Badań i Dokumentacji Najwyższego Sądu Administracyjnego.

### Prezes Najwyższego Sądu Administracyjnego
Do kompetencji Prezesa Najwyższego Sądu Administracyjnego (cz. Předseda Nejvyššiho správního soudu) należą:
- planowanie, rozprowadzanie i ewentualne zmienianie w zależności od potrzeb planu pracy Sądu
- wyznaczanie przewodniczącego izb NSA i przewodniczących wydziałów NSA
- proponowanie Zgromadzeniu Ogólnemu Najwyższego Sądu Administracyjnego liczby wydziałów
- powoływanie i odwoływanie asystentów sędziów
- zwalnianie z tajemnicy zawodowej sędziów i asystentów sędziów
- planowanie i rozprowadzanie Regulaminu Postępowania Najwyższego Sądu Administracyjnego
- zastępowanie sędziów niezdolnych do pracy lub w wyniku innych zdarzeń losowych innymi sędziami
- składanie prośby o zwołanie Rady Sądowniczej (bierze w niej udział i składa propozycję rozwiązania określonych kwestii)
- wnioskowanie przed Zgromadzeniem Ogólnym Sądu przyjęcie tzw. Pozycji Sądu, aby zapewnić jednolite orzecznictwo sądów administracyjnych
- zarządzanie i przewodzenie plenarnych posiedzeń NSA
- zarządzanie Zbiorem Orzeczeń Najwyższego Sądu Administracyjnego
- zamieszczanie opinii i stanowisk w Zbiorze Orzeczeń Sądu Administracyjnego
- kierowanie NSA
- monitorowanie wykształcenia sędziów NSA
- dbanie o właściwe działanie biur Sądu
- powoływanie i odwoływanie przewodniczącego Zarządu NSA
- dbanie o bezpieczeństwo i zarządzanie kryzysowe NSA
- czuwanie nad przestrzeganiem zasad i stosowności procesu sądowego oraz stosowania etyki sądowej podczas postępowania sądowego
- uzgadnianie składu personalnego izb dyscyplinarnych
- zarządzanie wykazem sędziów i ławników wchodzących w skład izb dyscyplinarnych
- pełnienie roli oskarżyciela w procesach dyscyplinarnych[6].

### Wiceprezes Najwyższego Sądu Administracyjnego
Do kompetencji Wiceprezesa Najwyższego Sądu Administracyjnego (cz. Místopředseda Nejvyššiho správního soudu) należy zarządzanie Najwyższym Sądem Administracyjnym w czasie nieobecności Prezesa NSA.

### Kancelaria Prezesa Najwyższego Sądu Administracyjnego
Na czele Kancelarii Prezesa Najwyższego Sądu Administracyjnego (cz. Kancelář Předsedy soudu) stoi przewodniczący (cz. Vedoucí kanceláře předsedy soudu), do którego obowiązków należą:
- gwarantowanie funkcjonowania Kancelaria Prezesa NSA
- zarządzanie aktywnością Prezesa NSA
- koordynowanie wewnętrznego procesu legislacyjnego
- prowadzenie wewnętrznej i międzynarodowej korespondencji, oficjalnych spotkań i pytań związanych z protokołem[7].

### Wydziały Najwyższego Sądu Administracyjnego
Najwyższy Sąd Administracyjny został podzielony na 2 wydziały: Wydział Administracji Sprawiedliwością i Wydział Zasobów Ludzkich.

#### Wydział Zasobów Ludzkich
Na czele Wydziału Zasobów Ludzkich NSA (cz. Personální oddělení) stoi przewodniczący (cz. Vedoucí personálního oddělení), do którego obowiązków należą:
- negocjowanie w imieniu NSA spraw dotyczących pracowników (nie prowadzi czynności prawnych i nie negocjuje w żadnych sprawach dotyczących stosunków prawnych)
- dbanie o personalny rozwój pracowników, ale też o usystematyzowaną liczbę pracowników oraz ich kształcenie i szkolenia
- opracowywanie budżetu płac oraz opracowywanie, ocenianie i przestrzeganie regulaminu budżetu płac
- opracowywanie statystyk[8].

#### Wydział Administracji Sprawiedliwości
Wydział Administracji Sprawiedliwości NSA (cz. Výkon soudnictví) składa się z sędziów i asystentów sędziów, którzy zasiadają w izbach NSA, urzędach sądowych, Rejestrze i Biurze Rejestru. Rejestr i Biuro Rejestru zarządzają pracą innych wydziałów. Przewodniczący każdego biura sądu składa raport z działalności danego biura przed Przewodniczącym Biur Sądu, a ten z kolei składa raport Prezesowi NSA. Pracownicy, którzy pracują w Rejestrze i jego Biurze, podlegają Przewodniczącemu Biur Sądu. Każdemu sędziemu podlega asystent. Kwestie organizacyjne są zawarte w planie pracy NSA.

### Zarząd Najwyższego Sądu Administracyjnego
Do kompetencji Zarządu Najwyższego Sądu Administracyjnego (cz. Úsek správy soudu) należą:
- pracowanie w imieniu NSA w sprawach administracyjnych wobec osób prawnych i fizycznych oraz władzy, z wyjątkiem kwestii przeznaczonych dla Prezydenta NSA lub Wiceprezydenta NSA
- zarządzanie działem biznesowym Zarządu NSA
- wykonywanie projektów inwestycyjnych i planu zamówień publicznych
- zajmowanie się zagadnieniami związanymi z bezpieczeństwem i higieną pracy
- realizowanie wytycznych dotyczących obowiązków, jakie na niego nałożono, i wydawanie odpowiednich regulaminów wewnętrzne[10].

### Agenda Tajnych Informacji Najwyższego Sądu Administracyjnego
Na czele Agendy Tajnych Informacji Najwyższego Sądu Administracyjnego (cz. Agendu utajovaných informací) stoi dyrektor (cz. Bezpečnostní ředitel), do którego obowiązków należą:
- kierowanie Agendą Tajnych Informacji NSA
- kierowanie programem zarządzania kryzysowego i opracowywanie planu zarządzania kryzysowego
- gwarantowanie bezpieczeństwa personelu i stanu posiadania
- odpowiadanie za kontrolę dostępu i ustanawianie praw dostępu
- planowanie inwestycji i powiadamianie Wydziału Zarządzania Nieruchomościami NSA o nich
- wykonywanie zaplanowanych inwestycji i przekazywanie danych do Wydziału Zarządzania Nieruchomości[11]

### Urząd Badań i Dokumentacji Najwyższego Sądu Administracyjnego
Do kompetencji Urzędu Badań i Dokumentacji Najwyższego Sądu Administracyjnego (cz. Oddělení dokumentace a analytiky) należą:
- pomoc sędziom NSA i okręgowym sądom administracyjnym w pracy i orzekaniu wyroków
- prowadzenie bazy danych orzecznictwa i opinii prawnych Najwyższego Sądu Administracyjnego i innych sądów administracyjnych
- korekta i rozporządzania Raportami Najwyższego Sądu Administracyjnego
- prowadzanie analiz i badań prawa europejskiego, międzynarodowego i porównawczego
- badanie pracy NSA
- wspomaganie NSA i okręgowych sądów administracyjnych w celu zwiększenia wiedzy na temat prawa europejskiego[12]

## Sędziowie Najwyższego Sądu Administracyjnego

### Lista Prezesów Najwyższego Sądu Administracyjnego
| Prezes Najwyższego Sądu Administracyjnego | Okres sprawowania urzędu |
| ----------------------------------------- | ------------------------ |
| Josef Baxa                                | 2003–2018                |

### Lista Wiceprezesów Najwyższego Sądu Administracyjnego
| Wiceprezes Najwyższego Sądu Administracyjnego | Okres sprawowania urzędu |
| --------------------------------------------- | ------------------------ |
| Michal Mazanec                                | 2003–2018                |

## Siedziba Najwyższego Sądu Administracyjnego
Dzisiejsza siedziba Najwyższego Sądu Administracyjnego powstała w XIX w. w wyniku połączenia 3 osobnych budynków. Budynkiem, który stał się podstawowym budynkiem kompleksu, był pałac przy Placu Moraw. Budynek został zbudowany w latach 1869–1871 przez Moritza Kellnera. W 1902 Austria zakupiła budynek, aby go przystosować do założenia tam Rejonowego Urzędu Marszałkowskiego. W kolejnych latach powstawały tam różne urzędy. Po ustanowieniu Konstytucji Czechosłowacji z 1918 znajdowały się tam siedziby Powiatowego Urzędu Administracyjnego czy też Rady Regionalnej Szkoły.
Łączenie trzech budynków zostało ostatecznie zakończone przyłączeniem budynku przy ul. Jošt w latach 70. XX w. oraz budynku Fleischacker przy ul. Solniční w 1993. Po rewizji budynku w 1994 stwierdzono, że na parterze budynku znajdowały się sklepy i pomieszczenia firm taksówkowych, natomiast na pierwszym piętrze Starostwo Powiatowe, Biuro Szkolne, Okręgowa Inspekcja Ochrony Przeciwpożarowej i poradnia pedagogiczno-psychologiczna. W latach 2003–2006 budynek przeszedł generalny remont, po czym przeniesiono tam siedzibę Najwyższego Sądu Administracyjnego.